# Steganomus taiwanus
Steganomus taiwanus là một loài Hymenoptera trong họ Halictidae. Loài này được Hirashima mô tả khoa học năm 1956.